# Стамен войвода
Стамен войвода, наричан още Стамен юнак е български хайдутин, живял през 14 - 15 век.

## Биография
Стамен е роден в село Милчина лъка, Видинско. Син е на Петко Московеца и е брат на Кара-бан Станой. Помага на Крали Марко в боя срещу Зайди ага, владетел на Видболската област. През 1408 година участва във въстанието на Константин и Фружин.